# Дискоболія (Гродзиськ-Великопольський)
«Дискобо́лія Гро́дзиськ-Великопо́льський» (пол. Dyskobolia Grodzisk Wielkopolski) — професіональний польський футбольний клуб з міста Гродзиськ-Великопольський.

## Історія
Колишні назви:
- 30.04.1922: КС Дискоболія Гродзиськ-Великопольський (пол. KS [Klub Sportowy] Dyskobolia Grodzisk Wielkopolski)
- 1939-1945: не виступав
- 1949: ККС Колеяж Гродзиськ-Великопольський (пол. KKS [Kolejowy Klub Sportowy] Kolejarz Grodzisk Wielkopolski)
- 1951: КС Спарта Гродзиськ-Великопольський (пол. KS Sparta Grodzisk Wielkopolski)
- 1955: КС Дискоболія Гродзиськ-Великопольський (пол. KS Dyskobolia Grodzisk Wielkopolski)
- 11.1993: КС Дискоболія/Оркан Гродзиськ-Великопольський (пол. KS Dyskobolia/Orkan Grodzisk Wielkopolski)
- 2.07.1996: КС Дискоболія Гродзиськ-Великопольський (пол. KS Dyskobolia Grodzisk Wielkopolski)
- 27.11.2000: КС Дискоболія Гродзиськ-Великопольський ССА (пол. KS Dyskobolia Grodzisk Wielkopolski SSA [Sportowa Spółka Akcyjna])
- 10.07.2008: КС Дискоболія Гродзиськ-Великопольський (пол. KS Dyskobolia Grodzisk Wielkopolski)

30 квітня 1922 року учнями гімназій був організований спортивний клуб, який отримав назву «„Дискоболія“ Гродзиськ-Великопольський». У 1925 році клуб об'єднався з «Флоренцією» (Гродзиськ-Великопольський).
Після Другої світової війни у 1945 році клуб відновив діяльність. У 1949 рішенням польських влад багато клубів розформовано і організовано галузеві клуби на зразок радянських команд. «Дискоболія» була приписана до залізничної промисловості і перейменована на «Колеяж Гродзиськ-Великопольський». На початку 50-х років XX століття клуб називався «Спарта Гродзиськ-Великопольський». 
У 1955 році повернено історичну назву «Дискоболія Гродзиськ-Великопольський». У 1993-1995 рр. після об'єднання з «Орканом» клуб називався «Дискоболія/Оркан Гродзиськ-Великопольський». У 1996 році команда дебютувала в ІІ лізі, а в наступному в І лізі. У 2003 році «Дискоболія» здобула титул віце-чемпіона, і дебютувала в європейських турнірах. У наступному році клуб повторив торішнє досягнення і здобув свій перший Кубок (2 вересня 2020 року Польський футбольний союз відібрав титул через корупційний скандал). 11 липня 2008 року президент варшавської «Полонії» викупив акції «Дискоболії», яка виступала у Екстракласі. У результаті цієї трансакції «Дискоболія» припинила існування, а «Полонія» отримала її колишніх футболістів і підвищилася у класі.
Але клуб відразу був відновлений. Запрошено нових футболістів і команда була заявлена до четвертої ліги.

## Титули та досягнення
- Чемпіонат Польщі:
  - срібний призер (2): 2003, 2005
  - бронзовий призер (1): 2008
- Кубок Польщі:
  - володар (1): 2005[2], 2007
- Кубок Екстракляси:
  - володар (2): 2007, 2008

Участь у євротурнірах:
- [[Файл:|16px]] Кубок УЄФА/Ліга УЄФА:
  - 3 раунд: 2003/2004
  - 1 раунд: 2005/2006
- Кубок Інтертото:
  - 1 раунд: 2001

## Виступи в єврокубках
| Сезон   | Змагання        | Раунд |             | Клуб                   | Результат |
| ------- | --------------- | ----- | ----------- | ---------------------- | --------- |
| 2001    | Кубок Інтертото | 1Р    | Болгарія    | Спартак Варна          | 1-0, 0-4  |
| 2003/04 | Кубок УЄФА      | КР    | Литва       | Атлантас               | 2-0, 4-1  |
|         |                 | 1Р    | Німеччина   | Герта                  | 0-0, 1-0  |
|         |                 | 2Р    | Англія      | Манчестер Сіті         | 1-1, 0-0  |
|         |                 | 3Р    | Франція     | Бордо                  | 0-1, 1-4  |
| 2005/06 | Кубок УЄФА      | 2КР   | Словаччина  | Дукла Банська Бистриця | 4-1, 0-0  |
|         |                 | 1Р    | Франція     | Ланс                   | 1-1, 2-4  |
| 2007/08 | Кубок УЄФА      | 1КР   | Азербайджан | Міль-Мугань            | 0-0, 1-0  |
|         |                 | 2КР   | Казахстан   | Тобол Костанай         | 1-0, 2-0  |
|         |                 | 1Р    | Сербія      | Црвена Звезда          | 0-1, 0-1  |